# Parapterois macrura
Parapterois macrura är en fiskart som först beskrevs av Alcock, 1896.  Parapterois macrura ingår i släktet Parapterois och familjen Scorpaenidae. Inga underarter finns listade i Catalogue of Life.